# Koning Haakonbaai
De Koning Haakonbaai is een baai op Zuid-Georgia, vernoemd naar koning Haakon VII van Noorwegen. De baai werd ontdekt door ontdekkingsreiziger Carl Anton Larsen. In 1916 bereikte Ernest Shackleton de baai na een zeereis van 1.300 kilometer in een reddingssloep. Zijn Endurance-expeditie was gestrand op Elephanteiland. Na een tocht van 36 uren bereikte hij walvishaven Stromness.